# Caligus musaicus
Caligus musaicus is een eenoogkreeftjessoort uit de familie van de Caligidae. De wetenschappelijke naam van de soort is voor het eerst geldig gepubliceerd in 2010 door Cavaleiro Santos & Ho.